# حليفاء
حُلَيْفاء (الاسم العلمي: Imperata)، جنس نبات صغير لكنه واسع الانتشار من الأعشاب الاستوائية أو شبه الاستوائية. وتعرف باسم ذيول ساتان.